# Geldauflagenmarketing
Geldauflagenmarketing bezeichnet das Bemühen gemeinnützig anerkannter Organisationen, sich bei Richtern und Staatsanwälten um die Zuweisung von Geldauflagen nach § 153a StPO zu bewerben. Umgangssprachlich wird häufig auch von Bußgeldmarketing oder Bußgeldfundraising gesprochen. Dies ist im juristischen Sinne nicht korrekt, da Bußgelder anders als Geldauflagen für Ordnungswidrigkeiten verhängt werden. 

## Gesetzliche Grundlagen
Geldauflagen können von Richtern und Staatsanwaltschaften auf Grundlage des § 153a Strafprozessordnung (StPO) und des § 56b Strafgesetzbuch (StGB) sowie von Finanzbehörden gemäß § 377 Abgabenordnung (AO) verhängt werden.

## § 153a StPO
Der § 153a der Strafprozessordnung sieht für Richter und Staatsanwälte die Möglichkeit vor, ein Ermittlungsverfahren oder einen Gerichtsprozess gegen eine Auflage oder Weisung einstellen zu können, wenn „das öffentliche Interesse an der Strafverfolgung zu beseitigen, und die Schwere der Schuld nicht entgegensteht“. Eine solche Auflage kann zum Beispiel darin bestehen, einen Geldbetrag zugunsten einer gemeinnützigen Einrichtung oder der Staatskasse zu zahlen.
Der Paragraph 153a StPO wurde 1975 im Zuge der Reform des Strafverfahrensrechts unter dem Bundesjustizminister Gerhard Jahn (SPD) eingeführt. Er sollte einen Beitrag zur Entlastung der Justiz und einer Beschleunigung der Gerichtsverfahren leisten.
Die maximale Höhe einer Geldauflage ist auf einen Tagessatz von 30.000 Euro festgesetzt, die maximale Höhe der Tagessätze beträgt 720, woraus sich eine mögliche Höchstsumme von 21,6 Mio. Euro ergibt.
Bis zur Eröffnung des Hauptverfahrens entscheidet die Staatsanwaltschaft über eine Verfahrenseinstellung sowie die entsprechenden Auflagen und Weisungen. Sie ist dabei jedoch verpflichtet, die Zustimmung des für die Eröffnung des Hauptverfahrens zuständigen Gerichts einzuholen. Sobald die Klage erhoben ist, kann das Gericht das Verfahren bis zum Ende der Hauptverhandlung mit Zustimmung der Staatsanwaltschaft und des Angeschuldigten vorläufig einstellen.
Prominente Beispiele für die Anwendung des § 153a StPO sind zum Beispiel die Einstellung des Prozesses gegen Bernie Ecclestone und die Einstellung des Mannesmann-Prozesses gegen Josef Ackermann.

## § 56b StGB
Eine Geldauflage kann laut § 56b Strafgesetzbuch auch in Zusammenhang mit einem Urteil verhängt werden. Dort heißt es:
"(2) Das Gericht kann dem Verurteilten auferlegen,
1. nach Kräften den durch die Tat verursachten Schaden wiedergutzumachen,
2. einen Geldbetrag zugunsten einer gemeinnützigen Einrichtung zu zahlen, wenn dies im Hinblick auf die Tat und die Persönlichkeit des Täters angebracht ist,
3. sonst gemeinnützige Leistungen zu erbringen oder
4. einen Geldbetrag zugunsten der Staatskasse zu zahlen."[4]

Ein prominentes Beispiel für die Anwendung des § 56b StGB ist die Bewährungsauflage in Höhe von einer Million Euro gegen Klaus Zumwinkel.

## § 377 Abgabenordnung (AO)
Bei Steuerordnungs- oder Zollwidrigkeiten können die Finanzbehörden nach § 377 Abgabenordnung (AO) Bußgelder verhängen. Hier gelten dann wiederum die Vorschriften des § 17 OWiG. Die entsprechenden Behörden heißen je nach Bundesland anders, z. B. Finanzamt für Fahndung und Strafsachen oder Steuerfahndung, Bußgeld- und Strafsachenstelle.

## Volumen der Geldauflagen in Deutschland
Im Jahr 2013 haben gemeinnützige Organisationen in Deutschland insgesamt 81,5 Millionen Euro an Geldauflagen erhalten. Gegenüber dem Vorjahr entspricht dies einem Plus von 13 Prozent: 2012 wurden gemeinnützigen Organisationen rund 72 Millionen Euro zugewiesen. Das zuweisungsstärkste Bundesland ist dabei Nordrhein-Westfalen.

## Einnahmen einzelner Organisationen aus Geldauflagen 2013
| Organisation             | Höhe der Geldauflagen |
| ------------------------ | --------------------- |
| Ärzte ohne Grenzen       | 1.299.367 Euro        |
| terre des hommes         | 480.661 Euro          |
| Kindernothilfe           | 595.937 Euro          |
| WWF Deutschland          | 366.440 Euro          |
| SOS-Kinderdörfer         | 513.678 Euro          |
| Plan International       | 73.685 Euro           |
| Deutsche Welthungerhilfe | 300.000 Euro          |

## Methoden des Geldauflagenmarketings

### Listung
Grundsätzlich können Geldauflagen laut Gesetz an jede gemeinnützig anerkannte Organisation zugewiesen werden. Allerdings orientieren sich Richter in der Zuweisungspraxis häufig an Listen über empfangsberechtigte Organisationen (sog. „Bußgeldlisten“), die von Generalstaatsanwaltschaften (z. B. Nordrhein-Westfalen), Senatsverwaltungen (z. B. Berlin), Oberlandesgerichten (z. B. Oberlandesgericht Oldenburg) aber auch von einzelnen Landesgerichten (z. B. Landgericht Saarbrücken) und Amtsgerichten (z. B. Amtsgericht Mannheim) erstellt werden.
Jede gemeinnützig anerkannte Organisation kann die Aufnahme in eine solche Liste beantragen. Die Antragspraxis variiert dabei regional.

### Anschreiben an Richter und Staatsanwälte
Um ihre Chancen auf die Zuweisung einer Geldauflage zu erhöhen, senden viele gemeinnützige Organisationen regelmäßig Briefe an Richter und Staatsanwälte und bitten sie aktiv um Unterstützung. Manche nehmen dafür die Hilfe spezialisierter Agenturen in Anspruch. Einer Studie zufolge erhielt ein Drittel der deutschen Richter und Staatsanwälte bis zu zehn Briefe pro Woche von gemeinnützigen Organisationen.

### Beilagen und Anzeigen
Eine weitere Möglichkeit des Geldauflagenmarketings besteht in der Schaltung von Anzeigen und Advertorials in Fachzeitschriften, zum Beispiel der Neuen Zeitschrift für Strafrecht.
Über die juristischen Fachzeitschriften hinaus gibt es inzwischen außerdem Medien, die sich gänzlich auf die Vermarktung gemeinnütziger Organisationen an Richter und Staatsanwälte konzentrieren, zum Beispiel die Zeitschrift „ENGAGIERT AKTUELL“ und das „Geldauflagen Jahrbuch“.

### Online-Marketing
Viele gemeinnützige Organisationen werben inzwischen auch online um Geldauflagen – zum Beispiel mit speziellen Unterseiten auf ihren Websites (z. B. NABU, DRK), Anzeigen bei Google AdWords oder Einträgen in spezialisierte Online-Verzeichnisse.